# اتحادیه فوتبال ایسلند
اتحادیه فوتبال ایسلند (ایسلندی: Knattspyrnusamband Íslands) نهاد اداره‌کننده مسابقات فوتبال و فوتسال در کشور ایسلند است.
این اتحادیه که در ۱۹۴۷ تأسیس شده عضو یوفا و فیفا نیز می‌باشد و مقر آن در شهر ریکیاویک است.
مسابقات لیگ برتر فوتبال ایسلند، جام حذفی فوتبال ایسلند و سوپر جام فوتبال ایسلند زیر نظر این اتحادیه برگزار می‌شود.